# مديرية أمفغ
مديرية أمفغ هي مديرية في ماليزيا قُسمت إلى أقسام، تقع في كلًا من الولاية الاتحادية لكوالالمبور وولاية سلاغور. في البداية كانت تحت سلطة ولاية سلاغور، وبعد إعلان كوالالمبور كمنطقة اتحادية في عام 1974، أصبحت في جانب الولاية الاتحادية وهي ضاحية شرقية من كوالالمبور. الحي الآن مقسم إلى قسمين:
- أمفغ، سلاغور، قسم سلاغور من أمفغ، المعروف أيضًا باسم أمفغ جايا.
- أمفغ، كوالالمبور، جزء كوالالمبور من أمفغ، المعروف بالتناوب باسم أمفغ هيلير.

كانت المنطقة مجاورة لتشراس، كوالالمبور وشمال شرق منطقة الأعمال المركزية في كوالالمبور.